# Froggattimyia
Froggattimyia es un género de moscas parásitas de la familia Tachinidae.

## Especies
- Froggattimyia aurea Townsend, 1916[1]
- Froggattimyia carnei Colless, 2012[3]
- Froggattimyia coracina Colless, 2012[3]
- Froggattimyia fergusoni Malloch, 1934[4]
- Froggattimyia hirta Townsend, 1916[1]
- Froggattimyia macdonaldi Colless, 2012[3]
- Froggattimyia nicholsoni Malloch, 1934[4]
- Froggattimyia truncata Colless, 2012[3]
- Froggattimyia vicina Colless, 2012[3]
- Froggattimyia wentworthi Malloch, 1934[4]
- Froggattimyia woodorum Colless, 2012.[3]